# Редкая Дубрава
Редкая Дубрава (также Гнаденхайм, нем. Gnadenheim, также Маргис) — село в Немецком национальном районе Алтайского края, административный центр Редкодубравского сельсовета. Основано в 1908 году
Население — 1538 (2013)

## Название
Немецкое название дано по материнской колонии Гнаденхайм. Название Редкая Дубрава, возникло, согласно записям по истории села из-за редкого леса, посаженного во время правления Николая II. Гипотеза, по которой, считалось, что название пошло от одноимённой маленькой речки, является фальсификацией, так как рек на территорий села не протекало.

## История
Основано в 1908 году переселенцами из Причерноморья. До 1917 года меннонистское село Орловской волости Барнаульского уезда Томской губернии. Община братских меннонитов входила в состав общины Шумановка-Клеефельд. До революции имелся молитвенный дом, работала школа.
В 1926—1928 году из Редкодубравского сельсовета в Америку выехало 23 семьи (144 человека). В 1931 году создан колхоз «Маргиз». В 1950 году прошло слияние колхозов им. Блюхера (село Равнополь), «Маргиз» (село Редкая Дубрава), «Новая земля» (село Отрадное), им. Кагановича (село Подснежное), им. Полины Осипенко (село Высокая Грива). Центром нового колхоза имени К. Маркса стала Редкая Дубрава. В период коллективизации и укрупнения колхозов в Редкую Дубраву переселили жителей соседних хуторов и деревень: Клеефельд, Фриденсфельд, Эбенсфельд, Либенталь (католики) и др. С осени 1957 года в школе Редкой Дубравы возобновилось обучение немецкому языку как родному. В 1971 г. в связи с ликвидацией «неперспективных» сёл на центральную усадьбу переселяют жителей из сел Подснежное, Отрадное и Ровнополь.
В 1991 году село вошло в состав Немецкого национального района. В 1992 году колхоз стал племзаводом им. К. Маркса по разведению крупного рогатого скота красной степной породы, в настоящее время ООО Брюкке Агро.

## Физико-географическая характеристика
Село расположено в пределах Кулундинской равнины, относящейся к Западно-Сибирской равнине, на высоте 145 метров над уровнем моря. Рельеф местности равнинный. Село окружено полями. Распространены чернозёмы южные.
По автомобильным дорогам расстояние до районного центра села Гальбштадт — 10 км, до краевого центра города Барнаула — 400 км. Ближайший город Славгород расположен в 47 км к юго-западу от села.
Климат
Климат умеренный континентальный (согласно классификации климатов Кёппена-Гейгера — тип Dfb). Среднегодовая температура положительная и составляет +1,6° С, средняя температура самого холодного месяца января − 17,5 °C, самого жаркого месяца июля + 20,2° С. Многолетняя норма осадков — 315 мм, наибольшее количество осадков выпадает в июле — 56 мм, наименьшее в марте — 13 мм
Часовой пояс
Редкая Дубрава, как и весь Алтайский край, находится в часовой зоне МСК+4. Смещение применяемого времени относительно UTC составляет +7:00.

## Население
| 1911  | 1926  | 1980  | 1989  | 1991  | 1995  | 1997  | 1998  | 1999  | 2000  | 2001  |
| ----- | ----- | ----- | ----- | ----- | ----- | ----- | ----- | ----- | ----- | ----- |
| 188   | ↗261  | ↗1334 | ↗1587 | ↗1601 | ↘1538 | ↗1610 | ↗1653 | ↗1680 | ↗1690 | ↘1600 |
| 2002  | 2003  | 2004  | 2005  | 2006  | 2007  | 2008  | 2009  | 2010  | 2011  | 2012  |
| ↘1592 | ↗1596 | ↗1600 | ↗1661 | ↘1639 | ↘1625 | ↗1692 | ↘1500 | ↘1414 | ↘1411 | ↘1401 |
| 2013  | 2014  | 2015  | 2016  | 2017  | 2018  | 2019  | 2020  | 2021  |       |       |
| ↘1372 | ↘1353 | ↘1328 | ↘1275 | ↗1278 | ↘1265 | ↗1271 | ↘1266 | ↘1257 |       |       |

Национальный состав
В 1995 году немцы составляли 39 % населения села.

## Инфраструктура
В селе имеются средняя общеобразовательная школа, детский сад, дом культуры, библиотека, центр немецкой культуры, церковь, дом быта, спорткомплекс, школа искусств, магазины, парикмахерская.